# 렙토믹사 레티쿨라타
렙토믹사 레티쿨라타(Leptomyxa reticulata)는 아메바류 종의 하나이다. 리즈아메바와 관련이 있는 것으로 추정하고 있다.

## 같이 보기
- 렙토믹사목